# Loba de Pennautier
Loba de Pennautier (prov: Na Loba de Puègnautièr, franz: La Louve de Pennautier, deut: die Wölfin von Pennautier) war eine okzitanische Adlige in der Grafschaft Carcassonne (Pennautier, Dept. Aude), die im letzten Jahrzehnt des 12. Jahrhunderts im Zentrum des höfischen Werbens mehrerer Feudalherren und Troubadoure gestanden hat.

## Loba und die Troubadoure

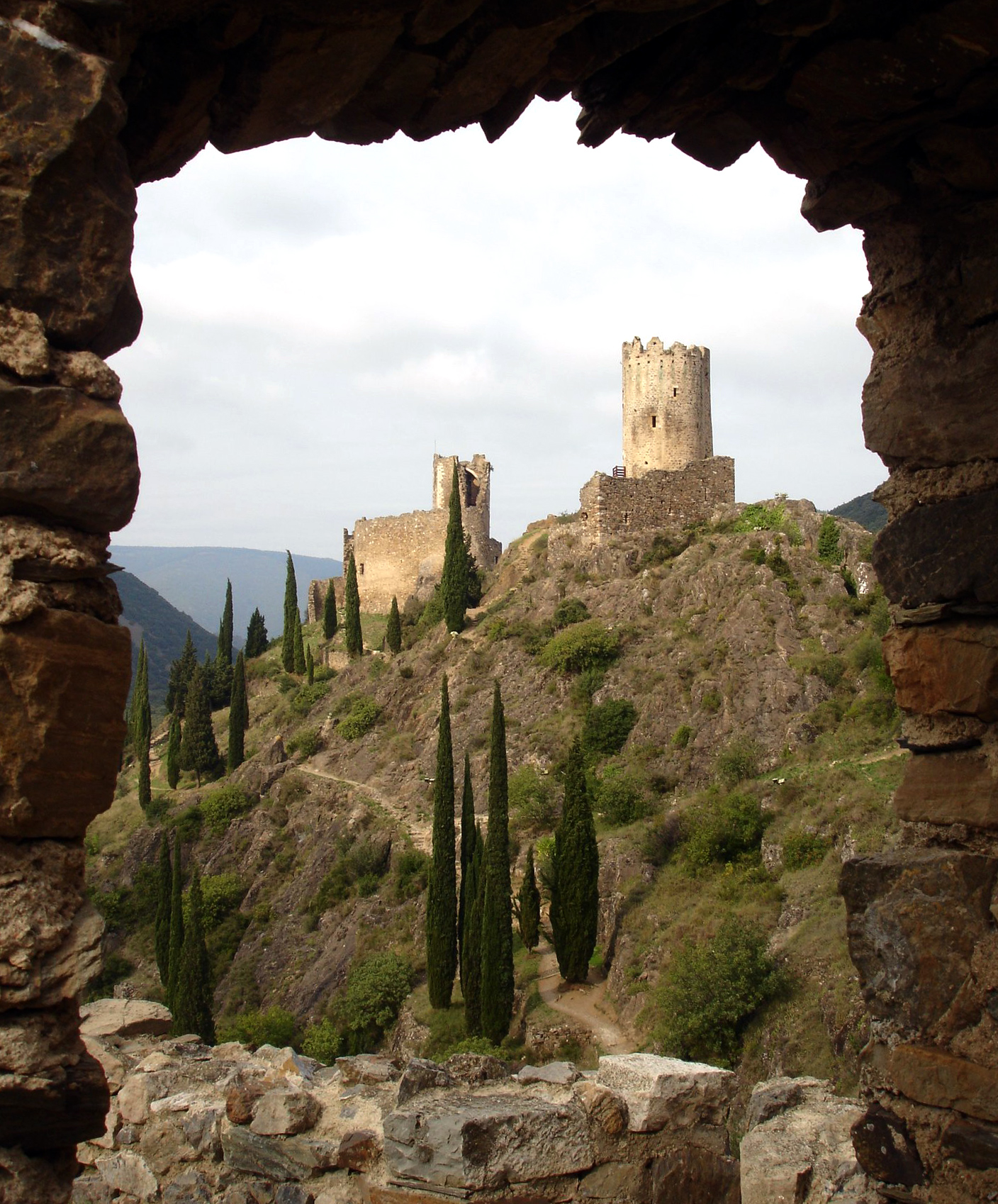
Blick auf zwei der vier Burgen von Lastours

Loba ist aus den mittelalterlichen Prosaviten (vida) zu den Troubadouren Peire Vidal und Raimon de Miraval bekannt, von denen sie jeweils umworben und besungen wurde. Denen nach war sie eine Tochter Raymonds de Pennautier und verheiratet mit einem der Herren von Cabaret (Lastours). Sie wird als äußerst ehrenhaft, generös und schön beschrieben, wodurch sie das minnigliche Werben vieler hoher Herren wie des Grafen Raimund Roger von Foix, der Herren Olivier de Saissac, Pierre Roger de Mirepoix und Aimery de Montréal sowie der zwei genannten Troubadoure auf sich gezogen hat. Im Wettstreit um ihre Gunst ist Peire Vidal so weit gegangen, dass er sich selbst „Wolf“ zu nennen begann, seinem Wappen einen Wolf hinzufügte und sich mit einem Wolfsfell verkleidet von Hirtenhunden durch die Berge um Cabaret jagen ließ. Dabei wurde er so arg zugerichtet, dass er sehr zum Amüsement der Burgherrin und ihres Mannes auf Cabaret gesund gepflegt werden musste. Ihre vermeintlich höchste Gunst aber hatte Loba dem armen Ritter Miraval entgegengebracht, verbreitete dieser doch durch seine Dichtkunst ihren Ruf als untadelige und liebreizende Dame über die Grenzen des heimatlichen Carcassès hinaus, wofür seine „Meistverehrteste“ (mais d’amic) ihm sogar einen Kuss gewährte.
Schließlich verkehrte sich Lobas Ansehen schlagartig in sein Gegenteil, als ihre erotische Affäre mit dem Grafen von Foix öffentlich wurde. Damit hatte sie ihre Ehre und die Freundschaft ihrer Standesgenossen eingebüßt, denn den Regeln der höfischen Liebe gemäß galt ihnen gegenüber eine Dame als tot, die sich einen Edelmann zu ihrem Liebhaber genommen hat. Peire Vidal hat sich umgehend mit Spottversen von Loba abgewandt und sich an den Hof des Markgrafen Bonifatius I. von Montferrat begeben, wo er in dessen Schwester eine neue Gönnerin fand. Raimon de Miraval dagegen gedachte den Betrug an seiner Minne mit einem Betrug an der ihren zu vergelten, indem er in seinen Versen zunächst als Verteidiger ihrer Ehre aufgetreten ist. Nachdem er sich eine Zeit lang an ihrer dankbaren Gunst erfreut hat, verweigerte er ihr schließlich den Minnedienst, um diesen der jüngeren Vizegräfin von Minerve anzutragen.

## Ausgewählte Verse
| VIDAL, Lied Nr. 22, Vers 41–48 Mas ja nos cug hom qu’eu m’abais pels rics, sis tornon sordejor, qu’us fis jois me capdel’ em nais quem te jauzent en gran doussor em sojorn’ en fin’ amistat de leis qui plus mi ven en grat: e si voletz saber quals es, demandatz la en Carcasses. | 0 Doch nimmer sinken soll mein Mut, ob auch die Grossen sich vergehn, denn eine Freude süss und gut bewegt mein Herz mit sanften Wehn, und ihre Freundschaft macht mich reich, der keine kommt an Gnade gleich; und wollt Ihr wissen, wen ich mein’? in Carcassonne muss sie sein. |

| VIDAL Lied Nr. 9, Vers 41–48 E si tot lop m’appellatz, no m’o tenh a dezonor, ni sim cridan li pastor ni sim sui per lor cassatz: et am mais bosc e boisso no fauc palaitz ni maizo, no fanc joi li er mos treus entre gel e vent e neus. |  | 0 Ob man mich den Wolf auch schilt, keine Schande kann es sein, jagen auch durch Flur und Hain mich die Hirten wie ein Wild. Lieber mag ich Busch und Wald als im Palast Aufenthalt; ob es regnet, stürmt und schneit, bin ich froh ihr stets geweiht. |

| VIDAL Lied Nr. 2, Vers 41–49 Quel cor ai tan felo vas leis qu’anc mala fos, quar per un comte ros m’a gitat a bando. bem par que Loba es; quar ab comte s’empres es part d’emperador, qui a fag sa lauzor per tot lo mon saber |  | 0 Mein Herz ist bösgestimmt gegen die, die von je schlecht war, denn um eines rothen Grafen willen hat sich mich preisgegeben. Wol zeigt sichs, dass sie eine Wölfin ist, denn mit einem Grafen liess sie sich ein, und trennt sich von dem Kaiser, der ihr Lob in aller Welt verbreitet hat’. |

## Identität
Die historische Person hinter der lyrischen Loba ist schwer zu ermitteln. Besonders im 13. Jahrhundert treten mehrere Mitglieder einer Ritterfamilie namens Pennautier auf, deren genealogische Zuordnung zueinander unklar zu rekonstruieren ist. Aber abseits der vidas taucht eine Dame namens Loba nicht auf. Der Name dürfte von den Verseschreibern als alias benutzt worden zu sein, zumal der Begriff „Wölfin“ (Loba) im Mittelalter gemein hin als negativ behaftetes Synonym für eine Prostituierte in Gebrauch war.
Dafür aber ist ein Ritter namens Raymond de Pennautier verbürgt, der im Januar 1211 einer der urkundlichen Zeugen des Ehevertrags zwischen Jourdain de Cabaret und der Orbrisse de Durban war. Dieser Raymond wird als identisch mit einem Loubat de Pennautier angesehen, der im Urkundenwesen des Bischofs Arnaud von Carcassonne erscheint. Raymond-Loubat hatte einen Sohn namens Guilhem Peire Loubat und drei Töchter namens Blanca, Pulla and Auda. Die Letztere ist die Ehefrau des Ritters Arnaud d’Aragon geworden, der 1240 als Faydit am Aufstand des Trencavel beteiligt war und um 1262 im spanischen Exil gestorben ist. Auda de Pennautier und Arnaud d’Aragon hatten zwei Töchter, Aladaïs und Mabilia, von denen die Letztere um 1226 die zweite Ehefrau des Jourdain de Cabaret geworden ist. 
Als Person hinter der „Wölfin“ wird daher Auda de Pennautier erkannt, die also tatsächlich die Schwiegermutter und nicht die Ehefrau des Herrn von Cabaret gewesen ist.

## Weiteres
- Das Musical Na Loba Crosada 1209 thematisiert ihre Geschichte.
- Das Rosengewächs „Loba de Pennautier“ wurde nach ihr benannt, ebenso wie das „Théâtre Na Loba“ in Pennautier.
- Die Romanfigur „Loba die Wölfin“ aus den historischen Romanen des deutschen Autors Peter Berling (Die Kinder des Gral 1991, Die Ketzerin 2000) weist einige charakterliche Parallelen zu ihr auf.